# ラ・マンチャ (DO)

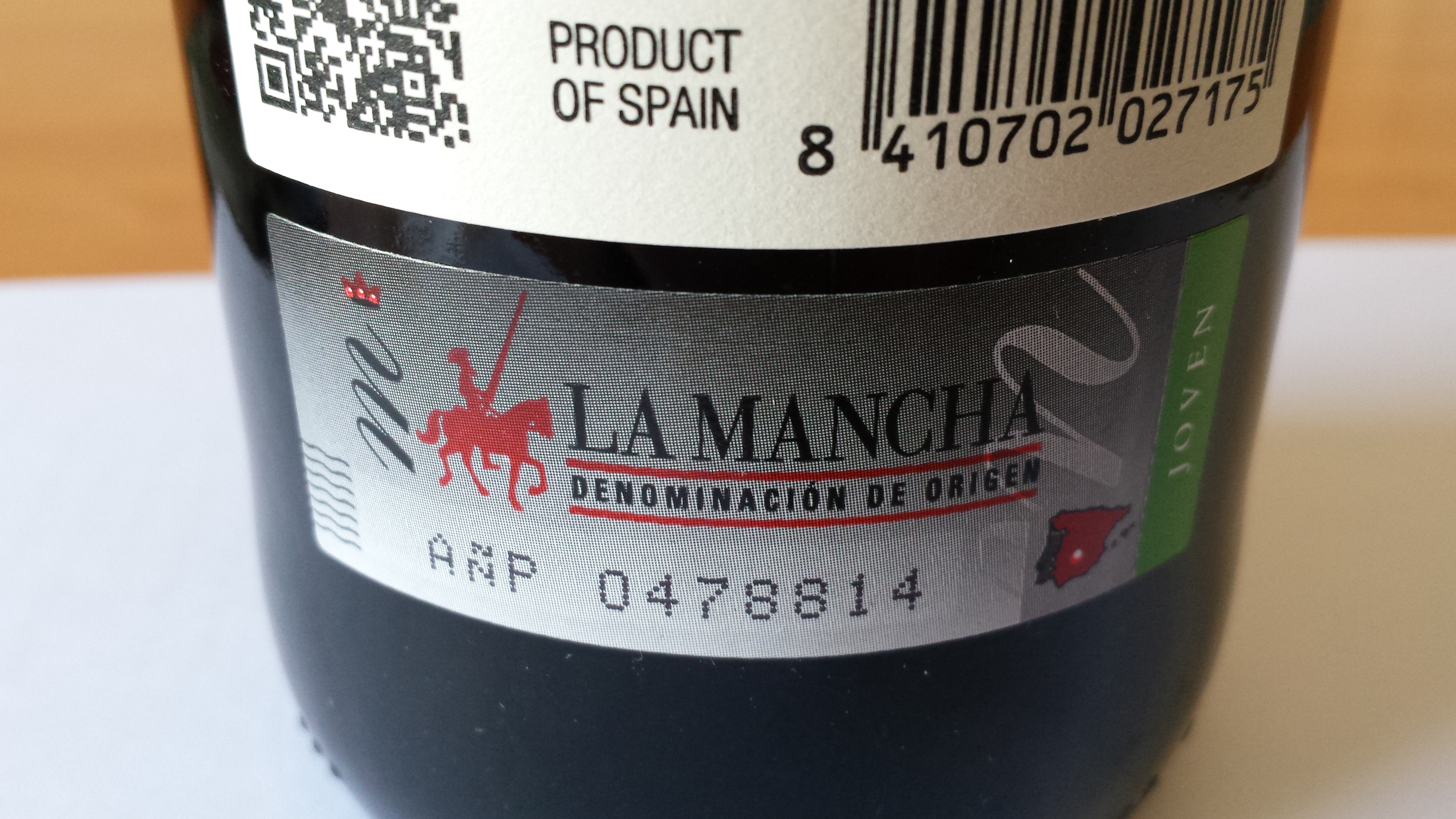
ボトル背面に貼られる原産地呼称ラベル

ラ・マンチャ（スペイン語: La Mancha）は、スペイン中央部のカスティーリャ＝ラ・マンチャ州に所在するワイン産地。
スペインワインの原産地呼称制度であるデノミナシオン・デ・オリヘン（DO）では「原産地呼称（DO）」に指定されている。182自治体からなり、12自治体はアルバセテ県、58自治体はシウダ・レアル県、66自治体はクエンカ県、46自治体はトレド県にある。
2010年時点のブドウ栽培面積は168,119ヘクタールであり、世界最大級のブドウ産地である。原産地呼称資格のある畑は産地全体の半分以下ではあるものの、オーストラリアのブドウ畑の総面積よりも広い。
1966年に設立されたラ・マンチャ原産地呼称統制委員会には、2010年時点で17,638のブドウ生産者、276軒のワイナリーが登録されている。ラ・マンチャ原産地呼称統制委員会の本部はシウダ・レアル県アルカサル・デ・サン・フアンに置かれている。

## 特徴
ラ・マンチャ (DO)は安価なバルクワインの産地として知られるが、近年ではボトルワインの生産でも知られるようになり、長期熟成されたワインを他産地よりも低価格で供給している。
2007-08年の総生産量は6,725万2,000リットルであり、うちスペイン国内出荷量が2,353万2,000リットル、国外出荷量が4,372万リットルである。種類別生産量は赤ワインが3,847万7,000リットル、白ワインが2,026万リットル、ロゼワインが751万4,000リットル、スパークリングワインが101万リットルである。主要な輸出国はドイツ、フランス、イギリス、オランダである。

## テロワール

### 気候
スペイン中央部に広がる高原、標高約600mのメセタ上に広がる。メセタの周囲にある山脈が地中海や大西洋からの湿った風をさえぎるため、メセタは年間を通じて乾燥している。ラ・マンチャは大陸性気候であり、昼間には摂氏45度に達することもある長く暑い夏季と、夜間には摂氏マイナス15度に達することもある寒い冬季を特徴としている。年降水量は300-400mmと国内のワイン産地の中でも少ないが、年日照時間は約3,000時間と多い。

### 土壌
イベリア半島にある広大な台地、メセタ上にあるラ・マンチャ地方は起伏が少ない。土壌は産地を通じて均質であり、赤茶色の砂礫質・粘土質である。有機質に乏しく、石灰質やチョーク質に富んでいる。石灰層が一般的であり、ブドウの根は石灰層を超えてさらに地中深くに達する。ラ・マンチャでは北部よりも南部の標高が高い傾向にあり、北部にあるアランフエスの標高は約480mだが、南部の標高は約700mである。

## 歴史

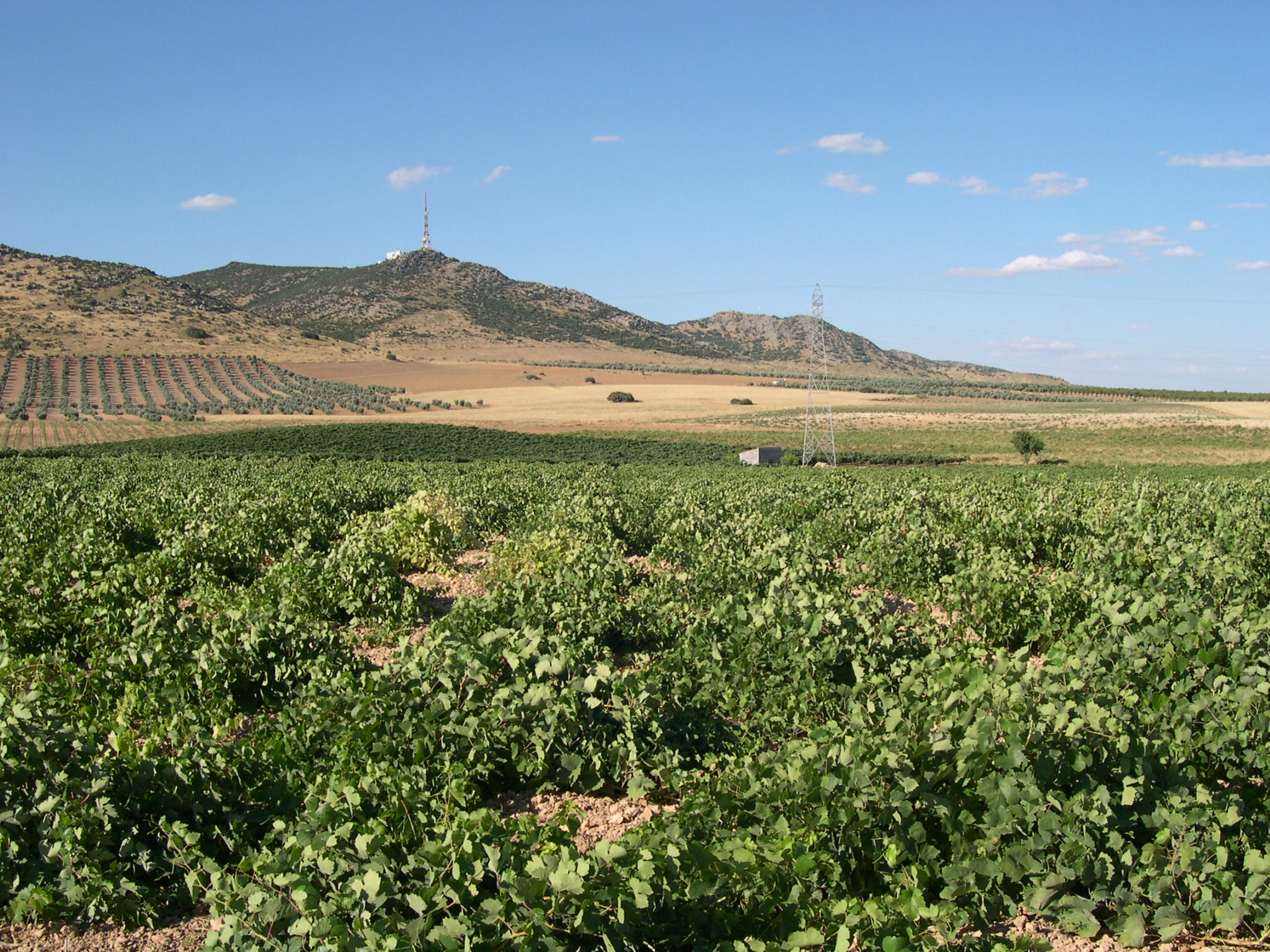
シウダ・レアルのブドウ畑

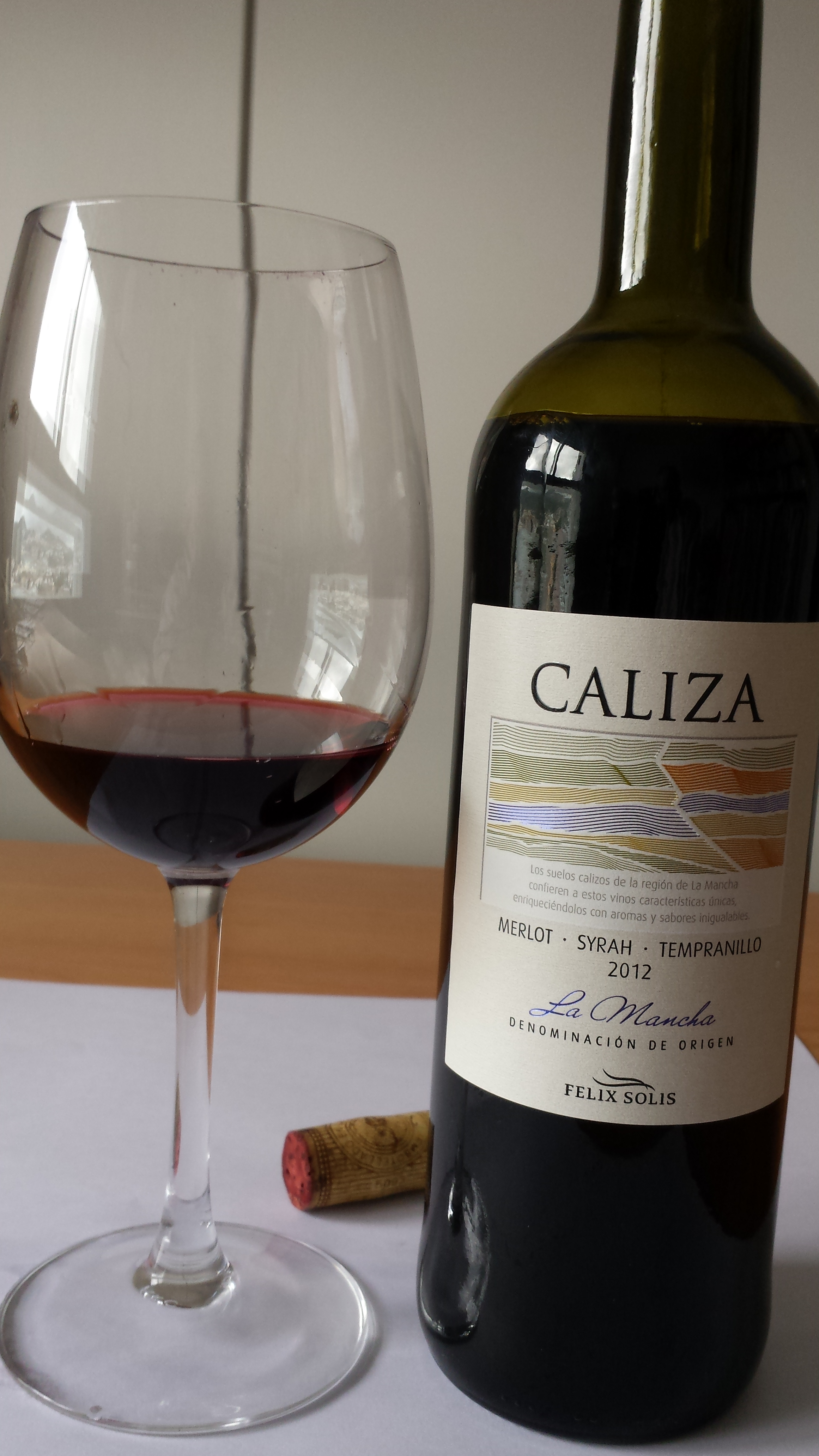
ラ・マンチャのワイン

### 中世以前
ラ・マンチャ地方にブドウがもたらされたのは帝政ローマがイベリア半島を支配した頃であるとされている。この地域のブドウ栽培に関する初の言及は12世紀に遡る。この地域では歴史的に家畜の放牧と穀物の栽培が卓越していたため、18世紀半ばのブドウ栽培面積は農地面積全体の約8%にすぎなかった。また、スペイン国外への輸出に不利な内陸部に位置するため、主に地元で消費されるテーブルワインを生産していた。ラ・マンチャ地方では伝統的に、ティナハと呼ばれる土器の大瓶がワインの熟成や貯蔵に使用された。

### 19世紀
19世紀後半にはスペインに鉄道がもたらされ、ラ・マンチャ地方には比較的早くにマドリードと結ばれる鉄道路線が開通した。1860年代には首都マドリードやビスケー湾沿岸のバスク地方の市場に進出し、1870年代以降にはフランスへの輸出も行われるようになった。19世紀後半にはヨーロッパ全体をフィロキセラの流行が襲い（19世紀フランスのフィロキセラ禍）、19世紀末から20世紀初頭にはスペインのワイン産地にもフィロキセラが到来したが、乾燥した気候や砂礫質土壌がフィロキセラの活動を阻み、ラ・マンチャ地方はブドウ畑の破壊を免れた。ラ・マンチャ地方ではこの時代にブドウ畑が拡大し、1880年代半ばにはスペイン最大のブドウ産地となった。病害虫への抵抗力が強く、厳しい気候条件に対応し、なにより収量の多いアイレン種の植え付けが進んだ。

### 20世紀以後
リオハでは工業生産型ワイナリーが、シェリーを生産するヘレス・デ・ラ・フロンテーラでは国外への輸出業者が商業的ワイン生産の牽引者となったが、1950年代のラ・マンチャ地方ではワイナリーを有する協同組合が数多く設立され、協同組合が商業的ワイン生産を主導した。協同組合はもっぱらブレンド用の原酒やテーブルワインを生産し、アイレン種を中心とする白のテーブルワインが樽単位でスペイン各地に出荷された。今日の協同組合の多くは1,000万リットルを超える生産能力を持つ大規模ワイナリーを持つ。フランコ体制下のスペインでは農業の保護政策が行われ、生産されたワインの余剰分は国家によって買い取られた。1932年にはワイン憲章によって原産地呼称制度であるデノミナシオン・デ・オリヘン(DO)が法制化され、リオハやヘレスとともにラ・マンチャも原産地呼称産地に認可されたが、実体としてラ・マンチャ原産地呼称統制委員会が設立されたのは1966年である。
1970年代になるとワイン市場が高級化を志向し、凡庸なワインしか生産できないアイレン種のワインの大量生産が行き詰まりを見せた。1986年にはスペインが欧州諸共同体(EC)に加盟し、ECは各国のブドウ作付面積を制限する農業政策を取ったため、ラ・マンチャ地方ではビウラ（マカベオ）種やシャルドネ種など評価の高い白ブドウへの転換が図られた。さらには黒ブドウのセンシベル（テンプラニーリョ）種への改植が奨励され、赤ワインの生産量が増加した。現代的なステンレス製醸造タンクが導入され、土器のティナハに代わってオーク樽による熟成が一般化した。

## 品種
ラ・マンチャ原産地呼称統制委員会は以下の品種を認可している。栽培面積の約80%は収量の多さが特徴の白ブドウ品種、アイレン種であるが、近年ではカベルネ・ソーヴィニヨン種やメルロー種など黒の国際品種の栽培面積が増加している。
- 黒品種 : センシベル（テンプラニーリョ）、ガルナッチャ・ティンタ、モラビア・ドゥルセ（スペイン語版）、カベルネ・ソーヴィニヨン、メルロー、シラー、プティ・ヴェルド、グラシアーノ（スペイン語版）、マルベック、カベルネ・フラン、ピノ・ノワール

- 白品種 : アイレン、ビウラ（マカベオ）、シャルドネ、ソーヴィニヨン・ブラン、ベルデホ、モスカテル・デ・グラノ・メヌド（スペイン語版）、ペドロ・ヒメネス（スペイン語版）、パレリャーダ（スペイン語版）、トロンテス（スペイン語版）、ゲヴュルツトラミネール、リースリング、ヴィオニエ

## ヴィンテージ
ラ・マンチャ原産地呼称統制委員会はヴィンテージチャートを発表している。
| - 1970 とても良い - 1971 良い - 1972 悪い - 1973 並 - 1974 良い - 1975 とても良い - 1976 悪い - 1977 素晴らしい - 1978 とても良い - 1979 良い - 1980 とても良い - 1981 良い - 1982 とても良い - 1983 良い - 1984 とても良い | - 1985 良い - 1986 良い - 1987 良い - 1988 良い - 1989 とても良い - 1990 良い - 1991 良い - 1992 とても良い - 1993 素晴らしい - 1994 とても良い - 1995 良い - 1996 とても良い - 1997 とても良い - 1998 素晴らしい - 1999 とても良い | - 2000 とても良い - 2001 とても良い - 2002 とても良い - 2003 とても良い - 2004 素晴らしい - 2005 - 2006 - 2007 - 2008 - 2009 - 2010 - 2011 - 2012 - 2013 - 2014 |